# SV Darmstadt 98/Saison 2020/21
Die Saison 2020/21 des SV Darmstadt 98 war die 123. Saison in der Vereinsgeschichte. In dieser Zweitligasaison 2020/21 traten die Lilien zum vierten Mal in Folge in der 2. Bundesliga sowie im DFB-Pokal 2020/21 an.
Unter Cheftrainer Markus Anfang erreichte Darmstadt am Ende der Saison den 7. Tabellenplatz und erreichte im DFB-Pokal das Achtelfinale.
Aufgrund der COVID-19-Pandemie fand nach anfänglichen Versuchen, einen kleinen Anteil an Zuschauern zuzulassen, schließlich fast die komplette Saison als Geisterspiele unter Ausschluss der Öffentlichkeit ohne zahlende Zuschauerschaft zu Ende geführt. Gleichwohl dies für alle Vereine auch in der Liga finanzielle Einbußen zufolge hatte, konnten beim SV Darmstadt 98 immerhin die Umbaumaßnahmen und Modernisierungsarbeiten am Merck-Stadion am Böllenfalltor reibungsloser vorangetrieben werden.

## Verlauf der Saison

### Personalveränderungen und Saisonvorbereitung
Nachdem Markus Anfang bereits am 16. April 2020 als neuer Cheftrainer für die Zweitligasaison 2020/21 vorgestellt wurde, leitete dieser mit den Co-Trainern Florian Junge und Kai Peter Schmitz die Saison ein. Im Juli 2020 wurde der erste Abgang der Lilien mit Nachwuchstorhüter Carl Leonhard zum 1. FC Kaiserslautern II bestätigt. Im Gegenzug wurde der Vertrag mit Ersatztorwart Carl Klaus bis 2021 verlängert. Auch wurden die Nachwuchsspieler Henry Crosthwaite und Alexander Vogler mit einem ersten Profivertrag ausgestattet. Am 21. Juli wechselte Lars Lukas Mai als Leihgabe des FC Bayern München nach Darmstadt, um die Lilien auf der Abwehrposition zu unterstützen. Kurz darauf wurde der Vertrag mit Ognjen Ožegović beidseitig aufgelöst, nachdem Anfang diesen zuvor aussortiert hatte. Als Ersatz für Ožegović wurde Aaron Seydel vom 1. FSV Mainz 05 verpflichtet. Zu Beginn des Trainingslagers stellte der Verein mit Adrian Stanilewicz von Bayer 04 Leverkusen einen weiteren jungen Spieler vor. Am 12. August wechselte Nicolai Rapp auf Leihbasis vom 1. FC Union Berlin zurück zum Darmstadt 98, nachdem er bereits in der letzten Saison für die Südhessen spielte. Neben Ožegović wurde auch Johannes Wurtz aussortiert und wechselte deshalb zum SV Wehen Wiesbaden. Der letzte Sommertransfer war Leon Müller, der auf Leihbasis zur TuS Rot-Weiß Koblenz wechselte.
Am 7. August 2020 startete die Mannschaft ins Kurztrainingslager nach Gernsheim. Das erste Testspiel gegen den Hessenligisten SC Viktoria Griesheim konnte der Verein mit 5:1 für sich entscheiden, es folgte ein 6:0 gegen Eintracht Trier und im dritten Testspiel unterlag Darmstadt dem Drittligisten SV Wehen Wiesbaden mit 1:2. Beim Doppeltest gegen Norwich City mussten sich die Südhessen im ersten Spiel mit 2:3 geschlagen geben, während das zweite Spiel torlos endete. Die Generalprobe gegen Vitesse Arnheim endete mit 2:2. Auch bei den Sponsoren gab es im Sommer Veränderungen. Die Krombacher Brauerei wurde neuer Bierpartner der Lilien und löste nach 22 Jahren die Pfungstädter Brauerei ab. Nachdem die Koke GmbH Kundgebungen der Querdenken-711-Organisation unterstützt hatte, beendete der Verein die Zusammenarbeit mit dem Unternehmen. Zudem wurde Sky Bet als neuer Premiumsponsor vorgestellt.

### Hinrunde
Ursprünglich sollte die Saison am 31. Juli 2020 eröffnet werden und am 16. Mai 2021 enden. Da der Spielbetrieb der Vorsaison aufgrund der COVID-19-Pandemie zwischen dem 11. März und dem 16. Mai 2020 für mehrere Wochen unterbrochen war und die internationalen Klub-Wettbewerbe derselben Saison erst im August 2020 endeten, wurde eine Verschiebung des Saisonstarts notwendig. Der DFB und die DFL passten in Absprache mit der FIFA außerdem die Sommertransferperiode (grundsätzlich 1. Juli bis 31. August) an. Das Transferfenster war am 1. Juli (Wechselperiode I.1) und vom 15. Juli bis zum 5. Oktober 2020 (Wechselperiode I.2) geöffnet. Die erste, eintägige Phase war dabei insbesondere für die Registrierung bereits abgeschlossener Verträge mit Beginn zum 1. Juli vorgesehen. Am 15. September 2020, drei Tage vor Eröffnung der neuen Saison, einigten sich die Ministerpräsidenten und Vertreter der Liga auf ein Konzept, das bis Ende Oktober eine Zuschauerzahl von 20 Prozent der Stadionkapazität zuließ. Letztlich mussten an den ersten sechs Spieltagen 13 von 54 Partien unter Ausschluss der Öffentlichkeit ausgetragen werden, im Schnitt durften bis dahin aber trotzdem lediglich gut 1.900 Zuschauer in die Stadien. Nach einem Beschluss der Ministerpräsidenten vom 29. Oktober wurde schließlich mindestens für die Spieltage 7 bis 9 ein genereller Ausschluss von Zuschauern angeordnet. Hintergrund war der zunächst nur für November und später mehrfach bis Mitte April verlängerte bundesweit gültige Shutdown, der aber den generellen Spielbetrieb der beiden Bundesligen nicht mit einschloss.
Das erste Pflichtspiel der neuen Saison im DFB-Pokal gegen den 1. FC Magdeburg endete mit 3:2 nach Verlängerung für die Lilien, nachdem man zuvor mit 0:2 zurücklag. Der Ligaauftakt endete gegen den SV Sandhausen mit einer 2:3-Niederlage, wobei alle Tore für Sandhausen von Daniel Keita-Ruel erzielt wurden. Es war zudem das einzige Heimspiel mit Zuschauern am Merck-Stadion am Böllenfalltor in dieser Saison. Bis zum 1. November 2020 konnte der Verein alle weiteren fünf Spiele ohne Niederlage überstehen. Zwei Spiele wurden gewonnen, die anderen drei Spiele endeten ohne Sieger. Danach folgten zwei Niederlagen (0:4 und 0:3), bis die Lilien schließlich mit 4:0 gegen Eintracht Braunschweig gewinnen konnten. Danach folgten jedoch erneut zwei Niederlagen gegen Fortuna Düsseldorf (2:3) und den Hamburger SV (1:2). Überraschend konnten die Südhessen am 15. Dezember 2020 gegen den Tabellenzweiten SpVgg Greuther Fürth auswärts mit 4:0 und auch das letzte Heimspiel im Jahr 2020 gegen die Würzburger Kickers (2:0) gewinnen, die jedoch aufgrund einer Quarantäne-Anordnung nur zwei Feldspieler auf der Bank hatten. Am 22. Dezember 2020 siegte der SV Darmstadt 98 mit 3:0 gegen Dynamo Dresden in der 2. Runde im DFB-Pokal und zog so ins Achtelfinale ein.

### Rückrunde
Zu Beginn der Wintertransferphase verpflichtete der Verein Thomas Isherwood, der vom Östersunds FK ans Bölle wechselte. Ebenfalls wurde Braydon Manu an den Halleschen FC verliehen und Christian Clemens ablösefrei vom 1. FC Köln verpflichtet. Der Start ins neue Kalenderjahr begann mit vier Niederlagen: 1:2 beim VfL Bochum, 1:2 gegen Hannover 96, 0:3 beim 1. FC Heidenheim und 0:2 gegen Holstein Kiel. Erst am 27. Januar 2021 zum 18. Spieltag gelang es, mit einem 2:1-Heimsieg die Negativserie zu beenden. Auch das Auswärtsspiel beim SSV Jahn Regensburg am 30. Januar 2021 hatte Darmstadt beinahe gewonnen, doch nach Tim Skarkes Tor zur 1:0-Führung in der 30. Minute glich Regensburgs Kaan Caliskaner in der 7. Minute der Nachspielzeit das Spiel doch noch zum 1:1-Unentschieden aus. Am Deadline Day für Wintertransfers wurde Samuele Campo auf Leihbasis bis zum Saisonende vom FC Basel verpflichtet. Im Achtelfinale des DFB-Pokals schied man im Elfmeterschießen gegen Holstein Kiel aus, die zuvor den FC Bayern München aus dem Pokal geworfen hatten. In den nächsten vier Ligaspielen gab es drei Niederlagen und einen Sieg, sodass der Sportverein schließlich auf Platz 14 stand und sich somit im Abstiegskampf fand. Danach folgten in den nächsten zwei Spielen jeweils drei Punkte und insgesamt sieben Tore, fünf von Serdar Dursun. Das Rückspiel gegen Eintracht Braunschweig endete mit 1:1, nachdem Marcel Schuhen einen Handelfmeter von Nick Proschwitz halten konnte. Am 30. März 2021 wechselte Paik Seung-ho zu Jeonbuk Hyundai Motors, nachdem es darüber schon seit fast zwei Monaten Gespräche gab. Bei der digitalen Mitgliederversammlung wurde Präsident Rüdiger Fritsch und das gesamte Präsidium im Amt bestätigt.
Das Heimspiel nach der Länderspielpause gegen Fortuna Düsseldorf am 4. April 2021 wurde mit einer 1:2-Niederlage beendet, dabei traf Serdar Dursun erneut. Auch beim 2:1-Auswärtssieg beim Hamburger SV machte Dursun mit einem Treffer auf sich aufmerksam. Das nächste Heimspiel endete mit 2:2 gegen die SpVgg Greuther Fürth, nachdem die Lilien zuvor 2:0 geführt hatten. Dabei stand Carl Klaus erstmals bei einem Ligaspiel für die Südhessen in der Startelf und Dursun konnte erneut treffen, ebenso beim nächsten Spiel gegen die Kickers Würzburg per Elfmeter. Am 22. April 2021 wurde bekannt gegeben, dass der auslaufende Vertrag von Immanuel Höhn nicht verlängert wird. Das Spiel am 31. Spieltag gegen den VfL Bochum endete mit einem 3:1-Sieg für die Lilien - Dursun traf doppelt (21 Saisontore in der Liga) und schaffte es damit an die Spitze der Torschützenliste zu diesem Zeitpunkt. Damit überholte er Simon Terodde (20 Saisontore in der Liga). Am 7. Mai 2021 gewannen die Lilien mit 1:2 gegen Hannover 96, wobei Thomas Isherwood sein Debüt feierte.
Das letzte Heimspiel der Saison gewann der SV98 mit 5:1 gegen den 1. FC Heidenheim. Dursun traf viermal und zudem feierte Henry Crosthwaite sein Profidebüt. Nach dem Spiel gab Dursun offiziell seinen Abschied im Sommer bekannt. Zudem wurde der Abschied von Torwarttrainer Uwe Zimmermann bekannt gegeben, da Dimo Wache nach Krankheit im Sommer in Vollzeit zurückkehrte. Das letzte Spiel der Saison gegen Holstein Kiel gewannen die Lilien mit 3:2, wobei Dursun erneut zwei Tore erzielte. Damit wurde die Liga auf Platz 7 abgeschlossen und die Südhessen spielten punktmäßig die beste Zweitliga-Rückrunde der Vereinsgeschichte. Serdar Dursun wurde mit 27 Treffern zudem Torschützenkönig der 2. Bundesliga und war damit erst der zweite Zweitliga-Torschützenkönig der Lilien nach Horst Neumann, der in der Saison 1980/81 diese Auszeichnung mit 26 Treffern erhielt. Nach der Saison wechselte Cheftrainer Markus Anfang für eine Ablösesumme zu Werder Bremen, obwohl er in Darmstadt noch ein Jahr Vertrag hatte, womit die Trainersuche für die Folgesaison erneut von vorne begann.

## Personalien

### Sportliche Leitung und Vereinsführung
| Name                          | Funktion                                                   |
| Trainer- und Betreuerstab     | Trainer- und Betreuerstab                                  |
| ----------------------------- | ---------------------------------------------------------- |
| Markus Anfang                 | Cheftrainer                                                |
| Florian Junge                 | Co-Trainer                                                 |
| Kai Peter Schmitz             | Co-Trainer                                                 |
| Dimo Wache                    | Torwarttrainer                                             |
| Uwe Zimmermann                | Torwarttrainer                                             |
| Carsten Wehlmann              | Sportlicher Leiter                                         |
| Michael Stegmayer             | Teammanager                                                |
| Florian Bauer (ab 01.01.2021) | Rehatrainer                                                |
| Dr. med. Michael Weingart     | Mannschaftsärzte                                           |
| Dr. Ingo Schwinnen            | Mannschaftsärzte                                           |
| Dr. Alexander Lesch           | Mannschaftsärzte                                           |
| Dr. Philip Jessen             | Mannschaftsärzte                                           |
| Dirk Schmitt                  | Physiotherapeuten                                          |
| Sebastian Pommer              | Physiotherapeuten                                          |
| Michael Richter               | Teambetreuer                                               |
| Matthias Neumann              | Teambetreuer                                               |
| Jonas Nietzel                 | Teambetreuer                                               |
| Sebastian Pommer              | Teambetreuer                                               |
| Björn Rein                    | Teambetreuer                                               |
| Präsidium                     |                                                            |
| Rüdiger Fritsch               | Präsident                                                  |
| Markus Pfitzner               | Vize-Präsident                                             |
| Volker Harr                   | Vize-Präsident                                             |
| Tom Eilers                    | Lizenzspielerbereich                                       |
| Anne Baumann                  | Finanzen                                                   |
| Wolfgang Arnold               | Amateurabteilungen, Infrastruktur, Logistik und Sicherheit |
| Uwe Kuhl                      | Sportliche Entwicklung und Nachwuchsleistungszentrum       |
| Geschäftsstelle               |                                                            |
| Michael Weilguny              | Kaufmännischer Geschäftsführer                             |
| Martin Kowalewski             | Geschäftsführer Marketing & Vertrieb                       |
| Daniel Wurtz                  | Leitung Finanzen, Controlling & Personal                   |
| Florian Holzbrecher           | Leitung Marketing & Events                                 |
| Jonas Duttine                 | Leitung Vertrieb                                           |
| Alexander Hein                | Leitung Veranstaltung & Sicherheit                         |
| Jan Bergholz                  | Leitung Medien & PR                                        |
| Björn Kopper                  | Leiter Nachwuchsleistungszentrum                           |
| Tim Kuhl                      | Leitung Fußballschule & Organisation NLZ                   |
| Alexander Lehné               | Leitung Fanbetreuung                                       |

### Kader
| Kader Saison 2020/21 | Kader Saison 2020/21 | Kader Saison 2020/21 | Kader Saison 2020/21 | Kader Saison 2020/21   | Kader Saison 2020/21 | Kader Saison 2020/21 |
| Nr.                  | Spieler              | Nat.                 | Geburtsdatum         | vorheriger Verein      | Ligaspiele           | Ligatore             |
| Torhüter             | Torhüter             | Torhüter             | Torhüter             | Torhüter               | Torhüter             | Torhüter             |
| -------------------- | -------------------- | -------------------- | -------------------- | ---------------------- | -------------------- | -------------------- |
| 01                   | Marcel Schuhen       | Deutschland          | 13.01.1993           | SV Sandhausen          | 32                   | 0                    |
| 13                   | Carl Klaus           | Deutschland          | 16.01.1994           | Atlético Baleares      | 2                    | 0                    |
| 31                   | Florian Stritzel     | Deutschland          | 31.01.1994           | Karlsruher SC          | 0                    | 0                    |
| Abwehr               |                      |                      |                      |                        |                      |                      |
| 03                   | Thomas Isherwood     | Schweden             | 28.01.1998           | Östersunds FK          | 1                    | 0                    |
| 05                   | Patric Pfeiffer      | Deutschland          | 20.08.1999           | Hamburger SV           | 18                   | 0                    |
| 15                   | Mathias Wittek       | Deutschland          | 30.03.1989           | 1. FC Heidenheim       | 0                    | 0                    |
| 17                   | Lars Lukas Mai       | Deutschland          | 31.03.2000           | FC Bayern München II   | 29                   | 0                    |
| 21                   | Immanuel Höhn        | Deutschland          | 23.12.1991           | SC Freiburg            | 30                   | 2                    |
| 23                   | Nicolai Rapp         | Deutschland          | 23.12.1991           | 1. FC Union Berlin     | 29                   | 2                    |
| 26                   | Matthias Bader       | Deutschland          | 17.06.1997           | 1. FC Köln             | 17                   | 0                    |
| 32                   | Fabian Holland       | Deutschland          | 11.07.1990           | Hertha BSC             | 29                   | 1                    |
| 36                   | Silas Zehnder        | Deutschland          | 30.06.1999           | Viktoria Aschaffenburg | 0                    | 0                    |
| 37                   | Patrick Herrmann     | Deutschland          | 16.03.1988           | Holstein Kiel          | 23                   | 0                    |
| Mittelfeld           |                      |                      |                      |                        |                      |                      |
| 04                   | Victor Pálsson       | Island               | 30.04.1991           | FC Zürich              | 21                   | 3                    |
| 06                   | Marvin Mehlem        | Deutschland          | 11.09.1997           | Karlsruher SC          | 32                   | 5                    |
| 08                   | Fabian Schnellhardt  | Deutschland          | 12.01.1994           | MSV Duisburg           | 23                   | 0                    |
| 11                   | Tobias Kempe         | Deutschland          | 27.06.1989           | 1. FC Nürnberg         | 30                   | 9                    |
| 14                   | Paik Seung-ho        | Korea Sud            | 17.03.1997           | FC Girona              | 13                   | 0                    |
| 18                   | Mathias Honsak       | Osterreich           | 20.12.1996           | FC Red Bull Salzburg   | 27                   | 4                    |
| 27                   | Tim Skarke           | Deutschland          | 07.09.1996           | 1. FC Heidenheim       | 30                   | 5                    |
| 28                   | Samuele Campo        | Schweiz              | 06.07.1995           | FC Basel               | 2                    | 0                    |
| 30                   | Adrian Stanilewicz   | Polen                | 22.02.2000           | Bayer 04 Leverkusen    | 8                    | 0                    |
| 38                   | Alexander Vogler     | Deutschland          | 06.12.2002           | SKV Mörfelden          | 0                    | 0                    |
| Angriff              |                      |                      |                      |                        |                      |                      |
| 07                   | Felix Platte         | Deutschland          | 11.02.1996           | FC Schalke 04          | 21                   | 2                    |
| 19                   | Serdar Dursun        | Turkei               | 19.10.1991           | SpVgg Greuther Fürth   | 33                   | 27                   |
| 20                   | Christian Clemens    | Deutschland          | 04.08.1991           | 1. FC Köln             | 14                   | 1                    |
| 22                   | Aaron Seydel         | Deutschland          | 07.02.1996           | 1. FSV Mainz 05        | 14                   | 1                    |
| 29                   | Henry Crosthwaite    | Deutschland          | 14.10.2002           | TSG Wieseck            | 1                    | 0                    |
| 39                   | Ensar Arslan         | Turkei               | 01.08.2001           | Eintracht Frankfurt    | 1                    | 0                    |
| 40                   | Erich Berko          | Deutschland          | 06.09.1994           | Dynamo Dresden         | 30                   | 1                    |

### Transfers

#### Transfers Winter 2020/21
| Samuele Campo     | FC Basel a.   |
| Christian Clemens | 1. FC Köln    |
| Thomas Isherwood  | Östersunds FK |

| Braydon Manu  | Hallescher FC a.       |
| Paik Seung-ho | Jeonbuk Hyundai Motors |

#### Transfers Sommer 2020
| Henry Crosthwaite  | SV Darmstadt 98 U19         |
| Lars Lukas Mai     | FC Bayern München II a.     |
| Aaron Seydel       | 1. FSV Mainz 05             |
| Adrian Stanilewicz | Bayer 04 Leverkusen         |
| Alexander Vogler   | SV Darmstadt 98 U19         |
| Silas Zehnder      | Viktoria Aschaffenburg w.a. |

| Ihor Beresowskyj  | Karriereende            |
| Dario Đumić       | FC Utrecht w.a.         |
| Marcel Heller     | SC Paderborn 07         |
| Sebastian Hertner | VfB Lübeck              |
| Carl Leonhard     | 1. FC Kaiserslautern II |
| Leon Müller       | TuS Rot-Weiß Koblenz a. |
| Ognjen Ožegović   | Adanaspor               |
| Yannick Stark     | Dynamo Dresden          |
| Johannes Wurtz    | SV Wehen Wiesbaden      |

## Spiele

### 2. Bundesliga
Die Tabelle listet alle Spiele des Vereins in der 2. Fußball-Bundesliga 2020/21 auf. Siege sind grün, Unentschieden sind gelb und Niederlagen sind rot hinterlegt.
| ST | Datum              | Gegner                 | Platz    | Ort                                       | Zuschauer | Ergebnis  | Tore |
| -- | ------------------ | ---------------------- | -------- | ----------------------------------------- | --------- | --------- | --- |
| 1  | 19. September 2020 | SV Sandhausen          | Auswärts | BWT-Stadion am Hardtwald, Sandhausen      | 754       | 3:2 (2:1) | 0:1 Honsak (19.), 1:1 Keita-Ruel (29.), 2:1 Keita-Ruel (38., Elfmeter), 3:1 Keita-Ruel (74.), 3:2 Skarke (90.+4)                            |
| 2  | 26. September 2020 | SSV Jahn Regensburg    | Heim     | Merck-Stadion am Böllenfalltor, Darmstadt | 1.741     | 0:0 (0:0) | — |
| 3  | 5. Oktober 2020    | 1. FC Nürnberg         | Auswärts | Max-Morlock-Stadion, Nürnberg             | 6.772     | 2:3 (1:0) | 1:0 Hack (3.), 1:1 Dursun (56.), 2:1 Lohkemper (61.), 2:2 Mehlem (76.), 2:3 Rapp (90.+3)                                                    |
| 5  | 24. Oktober 2020   | FC St. Pauli           | Heim     | Merck-Stadion am Böllenfalltor, Darmstadt | 0         | 2:2 (1:0) | 1:0 Dursun (45., Elfmeter), 2:0 Dursun (76.), 2:1 Benatelli (80.), 2:2 Zalazar (90.+5)                                                      |
| 4  | 28. Oktober 2020   | VfL Osnabrück          | Auswärts | Bremer Brücke, Osnabrück                  | 0         | 1:1 (0:1) | 0:1 Pálsson (30.), 1:1 Ihorst (78.) |
| 6  | 1. November 2020   | Karlsruher SC          | Auswärts | Wildparkstadion, Karlsruhe                | 450       | 3:4 (2:1) | 0:1 Kempe (9.), 1:1 Hofmann (22.), 2:1 Wanitzek (44., Elfmeter), 2:2 Pálsson (65.), 2:3 Dursun (77.), 3:3 Hofmann (80.), 3:4 Kempe (90.+3.) |
| 7  | 8. November 2020   | SC Paderborn 07        | Heim     | Merck-Stadion am Böllenfalltor, Darmstadt | 0         | 0:4 (0:3) | 0:1 Schallenberg (13.), 0:2 Führich (22.), 0:3 Srbeny (25.), 0:4 Srbeny (61., Elfmeter)                                                     |
| 8  | 22. November 2020  | FC Erzgebirge Aue      | Auswärts | Erzgebirgsstadion, Aue-Bad Schlema        | 0         | 3:0 (1:0) | 1:0 Testroet (7.), 2:0 Testroet (56.), 3:0 Nazarov (90.+3)                                                                                  |
| 9  | 27. November 2020  | Eintracht Braunschweig | Heim     | Merck-Stadion am Böllenfalltor, Darmstadt | 0         | 4:0 (4:0) | 1:0 Kempe (6., Elfmeter), 2:0 Dursun (7.), 3:0 Dursun (34.), 4:0 Kempe (36., Elfmeter)                                                      |
| 10 | 4. Dezember 2020   | Fortuna Düsseldorf     | Auswärts | Merkur Spiel-Arena, Düsseldorf            | 0         | 3:2 (0:0) | 0:1 Dursun (51.), 1:1 Hennings (56.), 1:2 Kempe (67., Elfmeter), 2:2 Karaman (77.), 3:2 Kownacki (89.)                                      |
| 11 | 12. Dezember 2020  | Hamburger SV           | Heim     | Merck-Stadion am Böllenfalltor, Darmstadt | 0         | 1:2 (0:0) | 0:1 Terodde (71.), 1:1 Kempe (78.), 1:2 Terodde (87.)                                                                                       |
| 12 | 15. Dezember 2020  | SpVgg Greuther Fürth   | Auswärts | Sportpark Ronhof, Fürth                   | 0         | 0:4 (0:2) | 0:1 Skarke (17.), 0:2 Dursun (45.), 0:3 Dursun (49.), 0:4 Höhn (76.)                                                                        |
| 13 | 19. Dezember 2020  | Würzburger Kickers     | Heim     | Merck-Stadion am Böllenfalltor, Darmstadt | 0         | 2:0 (0:0) | 1:0 Kempe (55.), 2:0 Platte (90.+4) |
| 14 | 2. Januar 2021     | VfL Bochum             | Auswärts | Vonovia-Ruhrstadion, Bochum               | 0         | 2:1 (0:0) | 0:1 Kempe (80.), 1:1 Kempe (82., Eigentor), 2:1 Pantović (83.)                                                                              |
| 15 | 10. Januar 2021    | Hannover 96            | Heim     | Merck-Stadion am Böllenfalltor, Darmstadt | 0         | 1:2 (0:1) | 0:1 Ducksch (45.), 0:2 Ducksch (50.), 1:2 Seydel (68.)                                                                                      |
| 16 | 17. Januar 2021    | 1. FC Heidenheim       | Auswärts | Voith-Arena, Heidenheim an der Brenz      | 0         | 3:0 (0:0) | 1:0 Kühlwetter (49.), 2:0 Mainka (59.), 3:0 Thomalla (83.)                                                                                  |
| 17 | 24. Januar 2021    | Holstein Kiel          | Heim     | Merck-Stadion am Böllenfalltor, Darmstadt | 0         | 0:2 (0:1) | 0:1 Reese (40.), 0:2 Höhn (55., Eigentor)                                                                                                   |
| 18 | 27. Januar 2021    | SV Sandhausen          | Heim     | Merck-Stadion am Böllenfalltor, Darmstadt | 0         | 2:1 (1:1) | 0:1 Schirow (1.), 1:1 Mehlem (36.), 2:1 Mehlem (48.)                                                                                        |
| 19 | 30. Januar 2021    | SSV Jahn Regensburg    | Auswärts | Jahnstadion, Regensburg                   | 0         | 1:1 (0:1) | 0:1 Skarke (30.), 1:1 Caliskaner (90.+7) |
| 20 | 6. Februar 2021    | 1. FC Nürnberg         | Heim     | Merck-Stadion am Böllenfalltor, Darmstadt | 0         | 1:2 (0:0) | 0:1 Schleusener (76.), 1:1 Holland (90., Elfmeter), 1:2 Rapp (90.+2, Eigentor)                                                              |
| 21 | 14. Februar 2021   | VfL Osnabrück          | Heim     | Merck-Stadion am Böllenfalltor, Darmstadt | 0         | 1:0 (1:0) | 1:0 Honsak (33.) |
| 22 | 20. Februar 2021   | FC St. Pauli           | Auswärts | Millerntor-Stadion, Hamburg-St. Pauli     | 0         | 3:2 (1:0) | 1:0 Burgstaller (26.), 2:0 Marmoush (62.), 2:1 Skarke (64.), 2:2 Dursun (66.), 3:2 Burgstaller (82.)                                        |
| 23 | 26. Februar 2021   | Karlsruher SC          | Heim     | Merck-Stadion am Böllenfalltor, Darmstadt | 0         | 0:1 (0:0) | 0:1 Kyoung-rok (52.) |
| 24 | 5. März 2021       | SC Paderborn 07        | Auswärts | Benteler-Arena, Paderborn                 | 0         | 2:3 (1:1) | 0:1 Dursun (20., Elfmeter), 1:1 Srbeny (24., Elfmeter), 2:1 Führich (55.), 2:2 Mehlem (68.), 2:3 Dursun (75.)                               |
| 25 | 13. März 2021      | FC Erzgebirge Aue      | Heim     | Merck-Stadion am Böllenfalltor, Darmstadt | 0         | 4:1 (2:0) | 1:0 Dursun (4.), 2:0 Dursun (27.), 3:0 Dursun (67.), 3:1 Nazarov (79., Elfmeter), 4:1 Honsak (90.)                                          |
| 26 | 20. März 2021      | Eintracht Braunschweig | Auswärts | Eintracht-Stadion, Braunschweig           | 0         | 1:1 (1:1) | 0:1 Pálsson (13.), 1:1 Proschwitz (17., Elfmeter)                                                                                           |
| 27 | 4. April 2021      | Fortuna Düsseldorf     | Heim     | Merck-Stadion am Böllenfalltor, Darmstadt | 0         | 1:2 (1:1) | 0:1 Krajnc (20.), 1:1 Dursun (37., Elfmeter), 1:2 Kownacki (62.)                                                                            |
| 28 | 9. April 2021      | Hamburger SV           | Auswärts | Volksparkstadion, Hamburg                 | 0         | 1:2 (0:0) | 0:1 Berko (51.), 0:2 Dursun (60.), 1:2 Dudziak (77.)                                                                                        |
| 29 | 16. April 2021     | SpVgg Greuther Fürth   | Heim     | Merck-Stadion am Böllenfalltor, Darmstadt | 0         | 2:2 (2:0) | 1:0 Kempe (2.), 2:0 Dursun (40.), 2:1 Green (69.), 2:2 Raum (75.)                                                                           |
| 30 | 20. April 2021     | Würzburger Kickers     | Auswärts | Flyeralarm-Arena, Würzburg                | 0         | 1:3 (0:1) | 0:1 Dursun (45.+1), 1:1 Dietz (63.), 1:2 Skarke (79.), 1:3 Platte (90.+3)                                                                   |
| 31 | 26. April 2021     | VfL Bochum             | Heim     | Merck-Stadion am Böllenfalltor, Darmstadt | 0         | 3:1 (0:0) | 0:1 Tesche (63.), 1:1 Clemens (79.), 2:1 Dursun (81.), 3:1 Dursun (86.)                                                                     |
| 32 | 7. Mai 2021        | Hannover 96            | Auswärts | HDI Arena, Hannover                       | 0         | 1:2 (0:0) | 1:0 Ducksch (50.), 1:1 Mehlem (55.), 1:2 Honsak (68.)                                                                                       |
| 33 | 16. Mai 2021       | 1. FC Heidenheim       | Heim     | Merck-Stadion am Böllenfalltor, Darmstadt | 0         | 5:1 (2:1) | 0:1 Hüsing (12.), 1:1 Rapp (18.), 2:1 Dursun (40.), 3:1 Dursun (54.), 4:1 Dursun (59.), 5:1 Dursun (83.)                                    |
| 34 | 23. Mai 2021       | Holstein Kiel          | Auswärts | Holstein-Stadion, Kiel                    | 0         | 2:3 (1:0) | 1:0 Serra (18.), 1:1 Dursun (51.), 1:2 Dursun (58.), 1:3 Höhn (75.), 2:3 Bartels (87.)                                                      |

### DFB-Pokal
Als Zweitligist war der SV Darmstadt 98 automatisch für den DFB-Pokal 2020/21 qualifiziert und siegte in der 1. Runde gegen den drittklassigen 1. FC Magdeburg (3:2 n. V.) sowie in der 2. Runde gegen den drittklassigen Dynamo Dresden (3:0), schied jedoch im Achtelfinale gegen den Ligakonkurrenten Holstein Kiel (7:8 n. E.) aus.
| Runde        | Datum              | Gegner          | Liga des Gegners | Platz    | Ort                            | Zuschauer | Ergebnis                  | Tore |
| ------------ | ------------------ | --------------- | ---------------- | -------- | ------------------------------ | --------- | ------------------------- | --- |
| 1. Runde     | 13. September 2020 | 1. FC Magdeburg | 3. Liga          | Auswärts | MDCC-Arena, Magdeburg          | 5.000     | 2:3 n. V. (2:3, 2:2, 2:0) | 1:0 Müller (14.), 2:0 Beck (26.), 2:1 Mehlem (53.), 2:2 Kempe (66.), 2:3 Honsak (100.) |
| 2. Runde     | 22. Dezember 2020  | Dynamo Dresden  | 3. Liga          | Auswärts | Rudolf-Harbig-Stadion, Dresden | 0         | 0:3 (0:1)                 | 0:1 Schnellhardt (24.), 0:2 Paik (59.), 0:3 Dursun (71.) |
| Achtelfinale | 2. Februar 2021    | Holstein Kiel   | 2. Bundesliga    | Auswärts | Holstein-Stadion, Kiel         | 0         | 8:7 n. E. (1:1, 1:1, 0:0) | 1:0 Serra (58.), 1:1 Dursun (86.), Elfmeterschießen: 1:2 Dursun, 2:2 Arslan, 2:3 Holland, 3:3 Serra, 3:4 Mai, 4:4 Porath, 4:5 Paik, 5:5 Jae-sung, 5:6 Höhn, 6:6 Bartels, 6:7 Rapp, 7:7 Kirkeskov, 8:7 Lorenz |

### Testspiele
Diese Tabelle führt die ausgetragenen Testspiele des Vereins in der Saison 2020/21 auf. Siege sind grün, Unentschieden sind gelb und Niederlagen sind rot hinterlegt.
| Datum             | Gegner                | Liga des Gegners                   | Platz    | Ort                                                | Zuschauer | Ergebnis  | Tore |
| ----------------- | --------------------- | ---------------------------------- | -------- | -------------------------------------------------- | --------- | --------- | --- |
| 8. August 2020    | SC Viktoria Griesheim | Hessenliga (V.)                    | Auswärts | Stadion am Hegelsberg, Griesheim                   | 0         | 1:5 (1:2) | 0:1 Manu (11.), 1:1 El Fahfouhy (41., Elfmeter), 1:2 Mehlem (45., Elfmeter), 1:3 Honsak (49.), 1:4 Seydel (85.), 1:5 Herrmann (90.) |
| 16. August 2020   | Eintracht Trier       | Oberliga Rheinland-Pfalz/Saar (V.) | Heim     | Trainingsplatz 4 am Böllenfalltor, Darmstadt       | 0         | 6:0 (4:0) | 1:0 Honsak (5.), 2:0 Dursun (8.), 3:0 Dursun (10.), 4:0 Kempe (15., Elfmeter), 5:0 Mehlem (60.), 6:0 Rapp (75.)                     |
| 22. August 2020   | SV Wehen Wiesbaden    | 3. Liga                            | Auswärts | Brita-Arena, Wiesbaden                             | 0         | 2:1 (1:1) | 0:1 Platte (13.), 1:1 Wurtz (27.), 2:1 Pfeiffer (63.)                                                                               |
| 29. August 2020   | Norwich City          | EFL Championship (II.)             | Neutral  | Hotelplatz Klosterpforte, Marienfeld (Harsewinkel) | 0         | 2:3 (0:2) | 0:1 Płacheta (8.), 0:2 Pukki (24.), 0:3 Martin (61.), 1:3 Dursun (83.), 2:3 Dursun (90.)                                            |
| 29. August 2020   | Norwich City          | EFL Championship (II.)             | Neutral  | Hotelplatz Klosterpforte, Marienfeld (Harsewinkel) | 0         | 0:0 (0:0) | — |
| 5. September 2020 | Vitesse Arnheim       | Eredivisie (I.)                    | Auswärts | GelreDome, Arnhem                                  | 500       | 2:2 (1:0) | 1:0 Tannane (18.), 1:1 Kempe (78., Elfmeter), 2:1 Rasmussen (87.), 2:2 Pfeiffer (89.)                                               |
| 7. Oktober 2020   | SV Sandhausen         | 2. Bundesliga                      | Heim     | Trainingsplatz 4 am Böllenfalltor, Darmstadt       | 0         | 2:2 (1:0) | 1:0 Platte (41.), 2:0 Manu (46.), 2:1 Türpitz (48., Elfmeter), 2:2 Bouhaddouz (64.)                                                 |
| 11. November 2020 | SSV Jahn Regensburg   | 2. Bundesliga                      | Neutral  | Sepp-Endres-Sportanlage, Würzburg                  | 0         | 3:3 (1:2) | 0:1 Platte (17.), 1:1 Opoku (26.), 1:2 Honsak (39.), 1:3 Schnellhardt (47.), 2:3 Caliskaner (75.), 3:3 Schneider (87.)              |

## Saisonverlauf
| Spieltag | 1  | 2  | 3 | 4 | 5  | 6 | 7  | 8  | 9  | 10 | 11 | 12 | 13 | 14 | 15 | 16 | 17 | 18 | 19 | 20 | 21 | 22 | 23 | 24 | 25 | 26 | 27 | 28 | 29 | 30 | 31 | 32 | 33 | 34 |
| -------- | -- | -- | - | - | -- | - | -- | -- | -- | -- | -- | -- | -- | -- | -- | -- | -- | -- | -- | -- | -- | -- | -- | -- | -- | -- | -- | -- | -- | -- | -- | -- | -- | -- |
| Spielort | A  | H  | A | A | H  | A | H  | A  | H  | A  | H  | A  | H  | A  | H  | A  | H  | H  | A  | H  | H  | A  | H  | A  | H  | A  | H  | A  | H  | A  | H  | A  | H  | A  |
| Resultat | N  | U  | S | U | U  | S | N  | N  | S  | N  | N  | S  | S  | N  | N  | N  | N  | S  | U  | N  | S  | N  | N  | S  | S  | U  | N  | S  | U  | S  | S  | S  | S  | S  |
| Platz    | 13 | 14 | 9 | 9 | 11 | 8 | 10 | 14 | 11 | 14 | 14 | 14 | 10 | 12 | 13 | 14 | 14 | 13 | 12 | 13 | 12 | 14 | 14 | 13 | 13 | 13 | 13 | 12 | 12 | 11 | 10 | 10 | 8  | 7  |

Legende: Spielort: H = Heim; A = Auswärts. Resultat: S = Sieg; U = Unentschieden; N = Niederlage

## Abschlusstabelle
| Pl. | Verein                     | Sp. | S  | U  | N  | Tore    | Diff. | Punkte | Anm. |
| --- | -------------------------- | --- | -- | -- | -- | ------- | ----- | ------ | ---- |
| 1.  | VfL Bochum                 | 34  | 21 | 4  | 9  | 066:390 | +27   | 67     | ▲    |
| 2.  | SpVgg Greuther Fürth       | 34  | 18 | 10 | 6  | 069:440 | +25   | 64     | ▲    |
| 3.  | Holstein Kiel              | 34  | 18 | 8  | 8  | 057:350 | +22   | 62     | ( ▲) |
| 4.  | Hamburger SV               | 34  | 16 | 10 | 8  | 071:440 | +27   | 58     |      |
| 5.  | Fortuna Düsseldorf (A)     | 34  | 16 | 8  | 10 | 055:460 | +9    | 56     |      |
| 6.  | Karlsruher SC              | 34  | 14 | 10 | 10 | 051:440 | +7    | 52     |      |
| 7.  | SV Darmstadt 98            | 34  | 15 | 6  | 13 | 063:550 | +8    | 51     |      |
| 8.  | 1. FC Heidenheim (R↑)      | 34  | 15 | 6  | 13 | 049:490 | ±0    | 51     |      |
| 9.  | SC Paderborn 07 (A)        | 34  | 12 | 11 | 11 | 053:450 | +8    | 47     |      |
| 10. | FC St. Pauli               | 34  | 13 | 8  | 13 | 051:560 | −5    | 47     |      |
| 11. | 1. FC Nürnberg (R↓)        | 34  | 11 | 11 | 12 | 046:510 | −5    | 44     |      |
| 12. | FC Erzgebirge Aue          | 34  | 12 | 8  | 14 | 044:530 | −9    | 44     |      |
| 13. | Hannover 96                | 34  | 12 | 6  | 16 | 053:510 | +2    | 42     |      |
| 14. | SSV Jahn Regensburg        | 34  | 9  | 11 | 14 | 037:500 | −13   | 38     |      |
| 15. | SV Sandhausen              | 34  | 10 | 4  | 20 | 041:600 | −19   | 34     |      |
| 16. | VfL Osnabrück              | 34  | 9  | 6  | 19 | 035:580 | −23   | 33     | ( ▼) |
| 17. | Eintracht Braunschweig (N) | 34  | 7  | 10 | 17 | 030:590 | −29   | 31     | ▼    |
| 18. | Würzburger Kickers (N)     | 34  | 6  | 7  | 21 | 037:690 | −32   | 25     | ▼    |

|                         |                                                                            |
| Zum Saisonende 2019/20: |                                                                            |
| (A)                     | Absteiger aus der Bundesliga                                               |
| (R↑)                    | Verlierer der Relegation zur Bundesliga                                    |
| (R↓)                    | Sieger der Relegation zur 2. Bundesliga                                    |
| (N)                     | Neuling, Aufsteiger aus der 3. Liga                                        |
| Zum Saisonende 2020/21: |                                                                            |
| ▲                       | Aufsteiger in die Bundesliga 2021/22                                       |
| ( ▲)                    | Teilnehmer an den Relegationsspielen gegen den 16. der Bundesliga 2020/21  |
| ( ▼)                    | Teilnehmer an den Relegationsspielen gegen den Dritten der 3. Liga 2020/21 |
| ▼                       | Absteiger in die 3. Liga 2021/22                                           |

## Zuschauerzahlen
Folgende Tabelle bietet einen Vergleich der Zuschauerzahlen der Heim- und Auswärtsspiele des SV Darmstadt 98 im Ligabetrieb dieser Saison. Die Vereine sind nach Austragungsreihenfolge der Heimspiele nach Spieltag sortiert.
Am 15. September 2020, drei Tage vor Eröffnung der neuen Saison, einigten sich die Ministerpräsidenten und Vertreter der Liga auf ein Konzept, das bis Ende Oktober eine Zuschauerzahl von 20 Prozent der Stadionkapazität zuließ. Letztlich mussten an den ersten sechs Spieltagen 13 von 54 Partien unter Ausschluss der Öffentlichkeit ausgetragen werden, im Schnitt durften bis dahin aber trotzdem lediglich gut 1.900 Zuschauer in die Stadien. Nach einem Beschluss der Ministerpräsidenten vom 29. Oktober wurde schließlich mindestens für die Spieltage 7 bis 9 ein genereller Ausschluss von Zuschauern angeordnet. Hintergrund war der zunächst nur für November und später mehrfach bis Mitte April verlängerte bundesweit gültige Shutdown, der aber den generellen Spielbetrieb der beiden Bundesligen nicht mit einschloss.
| Gegner in Heimspielreihenfolge | Heimspiel      | Auswärtsspiel  | Austragungsort beim Auswärtsspiel                     |
| ------------------------------ | -------------- | -------------- | ----------------------------------------------------- |
| 1. SSV Jahn Regensburg         | 1.741          | 000            | Jahnstadion, Regensburg                               |
| 2. FC St. Pauli                | 000            | 000            | Millerntor-Stadion, Hamburg-St. Pauli                 |
| 3. SC Paderborn 07             | 000            | 000            | Benteler-Arena, Paderborn                             |
| 4. Eintracht Braunschweig      | 000            | 000            | Eintracht-Stadion, Braunschweig                       |
| 5. Hamburger SV                | 000            | 000            | Volksparkstadion, Hamburg                             |
| 6. Würzburger Kickers          | 000            | 000            | Flyeralarm-Arena, Würzburg                            |
| 7. Hannover 96                 | 000            | 000            | HDI Arena, Hannover                                   |
| 8. Holstein Kiel               | 000            | 000            | Holstein-Stadion, Kiel                                |
| 9. SV Sandhausen               | 000            | 0754           | BWT-Stadion am Hardtwald, Sandhausen                  |
| 10. 1. FC Nürnberg             | 000            | 6.772          | Max-Morlock-Stadion, Nürnberg                         |
| 11. VfL Osnabrück              | 000            | 000            | Bremer Brücke, Osnabrück                              |
| 12. Karlsruher SC              | 000            | 0450           | Wildparkstadion, Karlsruhe                            |
| 13. FC Erzgebirge Aue          | 000            | 000            | Erzgebirgsstadion, Aue-Bad Schlema                    |
| 14. Fortuna Düsseldorf         | 000            | 000            | Merkur Spiel-Arena, Düsseldorf                        |
| 15. SpVgg Greuther Fürth       | 000            | 000            | Sportpark Ronhof, Fürth                               |
| 16. VfL Bochum                 | 000            | 000            | Vonovia-Ruhrstadion, Bochum                           |
| 17. 1. FC Heidenheim           | 000            | 000            | Voith-Arena, Heidenheim an der Brenz                  |
| Im Schnitt:                    | 1.741 1 0102 2 | 2.658 1 0469 2 | Heimspiele: Merck-Stadion am Böllenfalltor, Darmstadt |